# Oslov
Oslov (in tedesco Woslau) è un comune della Repubblica Ceca facente parte del distretto di Písek, in Boemia Meridionale.

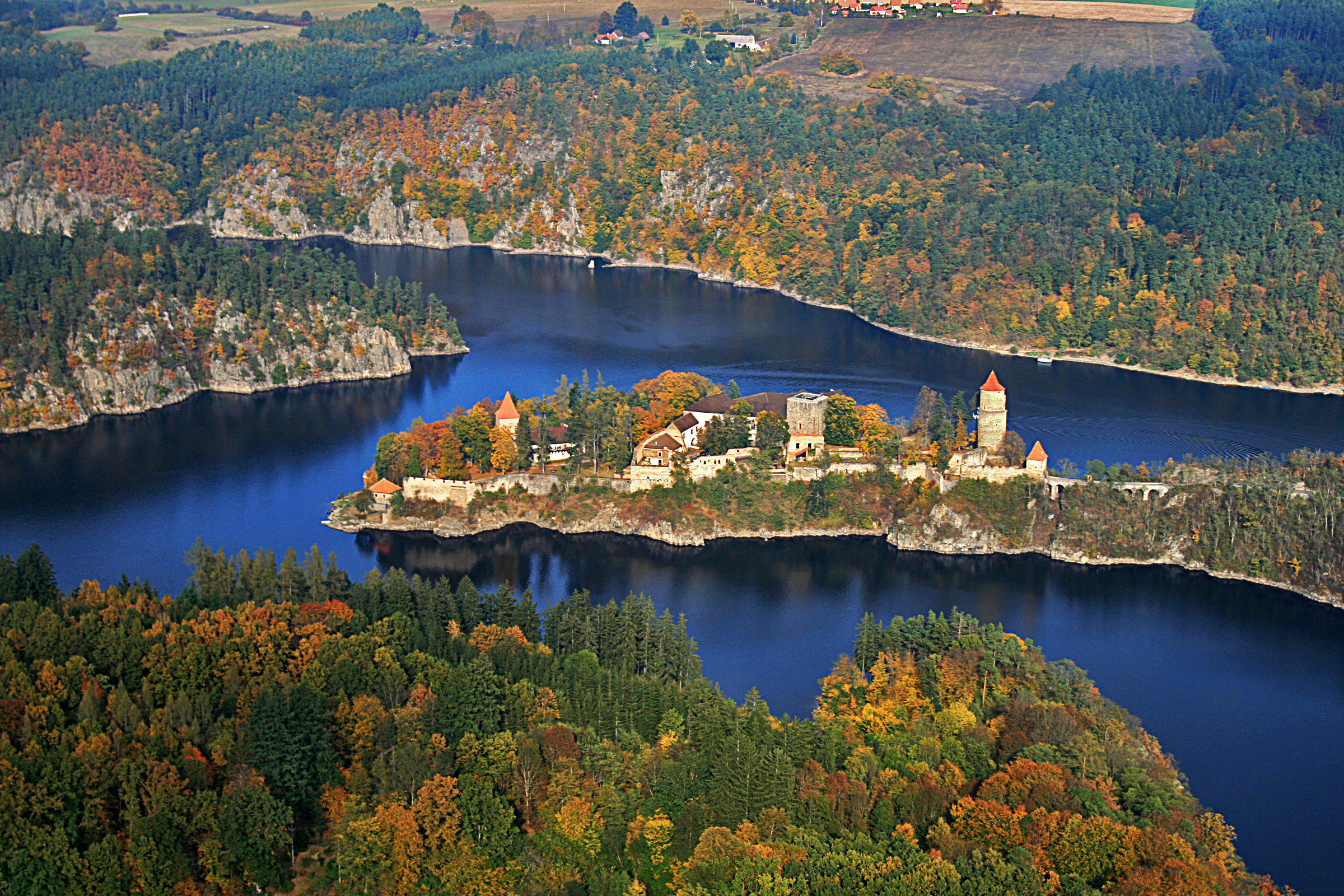
Castel Zvíkov dall'alto

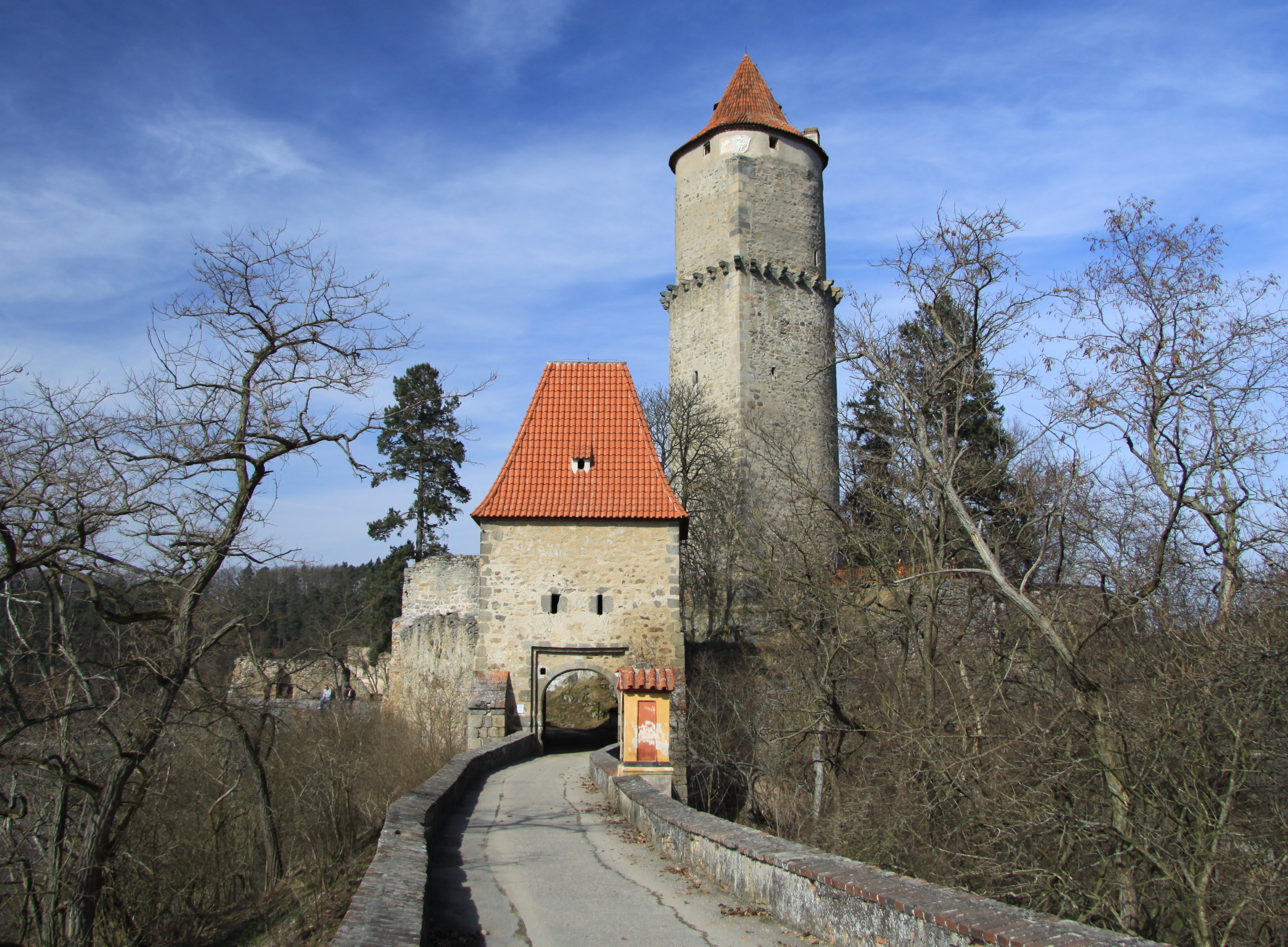
Porta del castello e torre

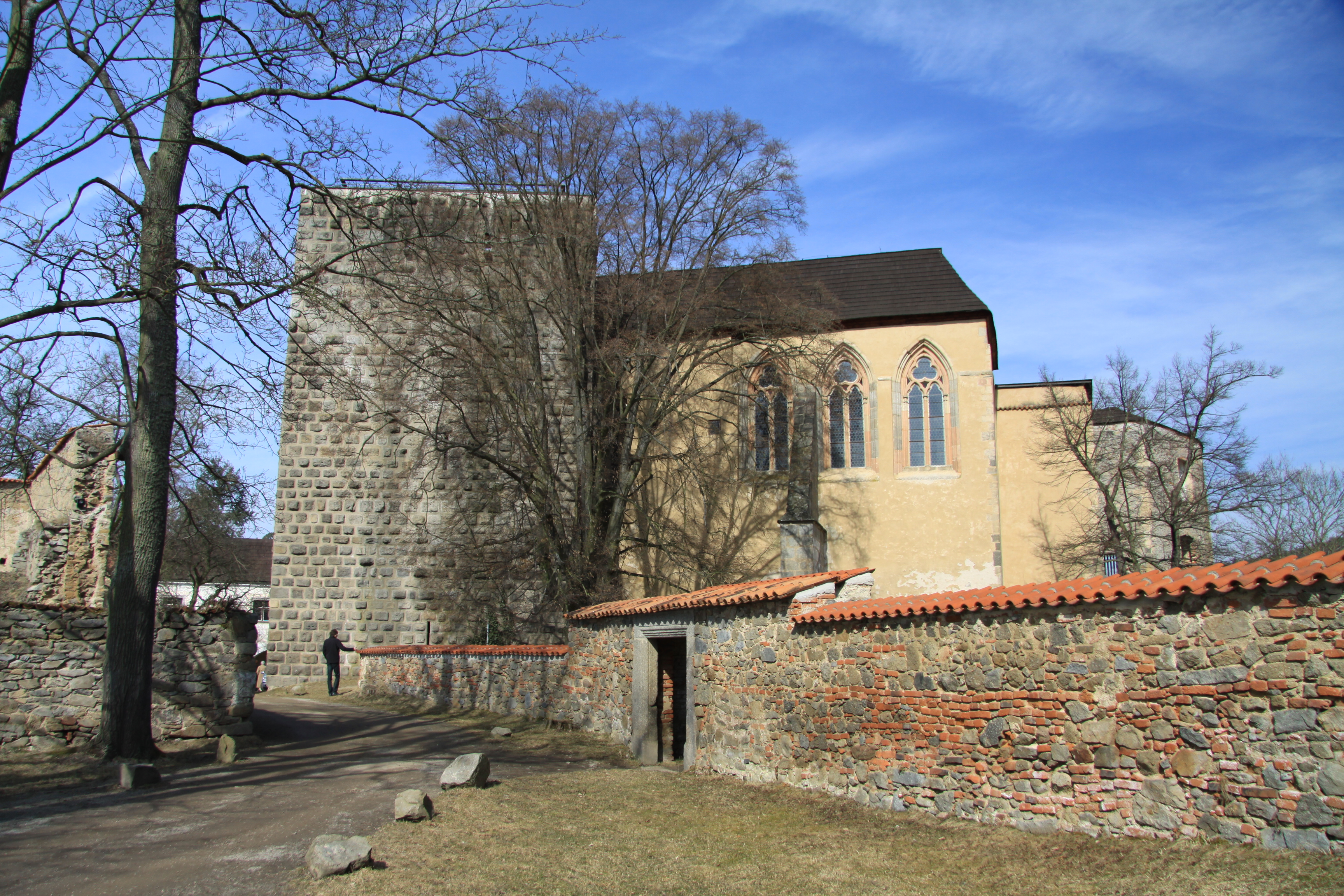
Fianco esterno della cappella

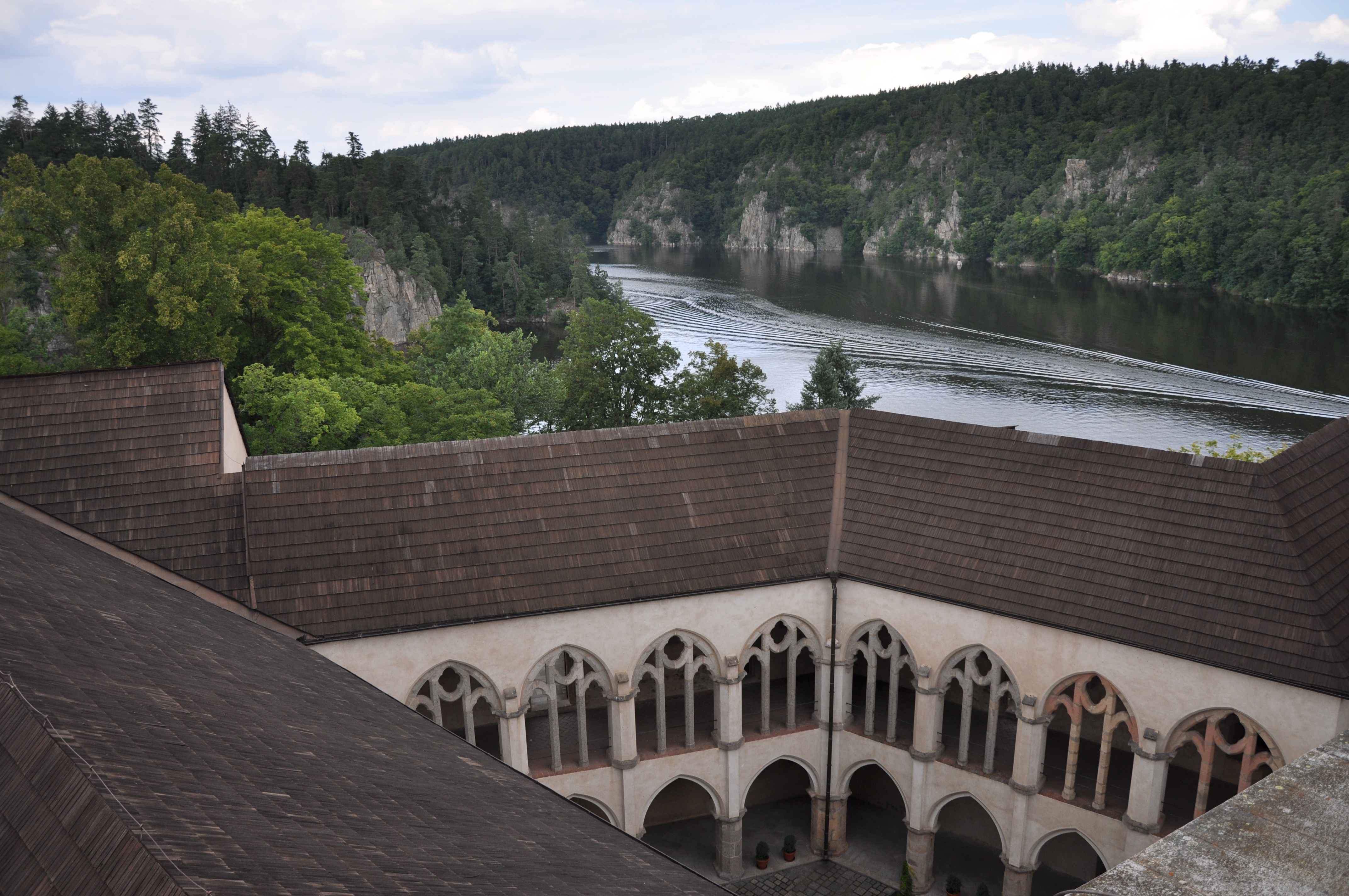
Scorcio della corte interna

## Il castello di Zvíkov
Nel territorio comunale di Oslov, alla confluenza della Moldava con l'Otava, sorge il castello reale di Zvíkov.
Fondato probabilmente già da Ottocaro I di Boemia, è opera delle officine costruttrici reali, operanti anche nella vicina Písek.
La parte più antica del castello è la torre a forma di prisma, detta Hlízová, di fianco alla quale fu costruito da Ottocaro II il palazzo reale, con il porticato interno e il ballatoio ad arcate.
Il castello rimase di proprietà reale fino al XVI secolo.  Ultimi proprietari privati sono stati gli Schwarzenberg del ramo di Orlík.
All'interno è allestita una esposizione sullo sviluppo e la storia del castello.  Al primo piano è conservata la cosiddetta "Sala delle nozze"; nella cappella, dedicata a san Venceslao, sono conservate pregevoli pitture murali.
Il belvedere sulla torre e le cantine gotiche sono liberamente accessibili ai visitatori.